# Chaonan
Chaonan»  léase Cháo-Nan (en chino simplificado, 潮南区; pinyin, Cháonán qū lit: lago Dragón)  es un distrito urbano bajo la administración directa de la ciudad-prefectura de Shantou. Se ubica al este de la provincia de Cantón, en el sur de la República Popular China. Su área es de 599 km² y su población total para 2018 fue más de 1,35 millones de habitantes.

## Administración
El distrito de Chaonan»  se divide en 11 pueblos que se administran en 1 subdistrito y 10 poblados.